# Velipoja
Velipoja ili Velipojë, naselje i općina u sjeverozapadnom dijelu Albanije, u Skadarskom distriktu.
Općina ima jednu gimnaziju, dvije srednje škole, nekoliko osnovnih škola, vrtić (pod pokroviteljstvom Katoličke crkve).

## Zemljopis i gospodarstvo
Velipojë se nalazi na obali Jadranskog mora, na granici s Crnom Gorom, u neposrednoj blizini estuarija rijeke Bojane, jedine plovne rijeke u Albaniji. 
Općina Velipojë ima oko 10.000 stanovnika koji žive u nekoliko manjih naselja, od kojih je najveće upravo Velipojë.  
Glavne su gospodarske grane poljoprivreda i stočarstvo (ovce, stoka), a veliki značaj ima i ribarstvo.
U zadnje vrijeme se počeo razvijati turizam, a gosti su najčešće stanovnici 30 km udaljenog Skadra. Turiste privlače pješčane plaže, estuarij Bojane i netaknuta priroda. Gosti mogu uživati i u promatranju ptica. Nekoliko projekta je pokrenuto s ciljem očuvanja prirode (posebno flore i faune rijeke Bojane) i poticanja ekoturizma.

## Šport
U mjestu je nogometni klub KS Ada Velipojë.